# 中塚章人
中塚 章人（なかつか あきと）は、日本のゲームミュージック作曲家。任天堂所属。

## 人物・経歴
任天堂黎明期から同社でサウンドを担当している。元開発第二部。基本的にメインで作品を担当する事は少なく、様々なタイトルにサブ的な立場で楽曲を提供している。

## 作品
- デビルワールド（近藤浩治と共同）
- クルクルランド
- エキサイトバイク
- アイスクライマー
- ファミコンボックス
- リンクの冒険
- ゴルフ JAPANコース
  - ゴルフ USコース
  - マリオオープンゴルフ
- マイクタイソン・パンチアウト!!（山本健誌、兼岡行男と共同）
- BS-X　それは名前を盗まれた街の物語（尾崎裕一と共同）
- BSゼルダの伝説（尾崎裕一と共同）
- パイロットウイングス64（編曲担当）
- 平成 新・鬼ヶ島（尾崎裕一と共同）
- すってはっくん
- スーパーマリオブラザーズデラックス：コーディネート
- ゼルダの伝説 4つの剣+（近藤浩治、永田権太らと共同：ナビトラッカーズ）
- 大合奏!バンドブラザーズ（濱野美奈子、田島賢と共同）
- 脳を鍛える大人のDSトレーニング（濱野美奈子と共同）
- スーパーマリオスタジアム ファミリーベースボール：サウンドサポート
- ワリオランドシェイク：サウンド監修
- わがままファッション ガールズモード：サウンド監修
- キキトリック：サウンドサポート